# Cornelius Jansenius (bisschop van Gent)
Cornelius Jansenius (Hulst, 1510 – Gent, 13 april 1576), geboren als Cornelis Jansen, was een bekend theoloog; hij was de eerste bisschop van het bisdom Gent. Hij dient niet te worden verward met Cornelius Jansenius, bisschop van Ieper, wiens geschriften aanleiding waren tot het ontstaan van het jansenisme. Hij wordt daarom ook wel aangeduid als Cornelius Jansenius sr., Cornelius Jansenius Hulstensis of Cornelis Jansenius Gandensis.
Jansenius was een van de beroemdste exegeten van de 16de eeuw en zijn hoofdwerk Commentariorum in suam Concordiam et totam historiam Evangelicam was baanbrekend in de geschiedenis van de katholieke exegese; hij drong namelijk aan op de letterlijke interpretatie in plaats van de mystieke interpretatie; hij benadrukte ook het belang van de oorspronkelijke tekst en van een grondige studie van Oosterse talen als steun voor een volledig begrip van de Vulgaat.

## Levensloop
Jansenius was de zoon van Cornelis Jansen, barbier en chirurgijn in de stad Hulst (zijn grafsteen, die zich oorspronkelijk bevond in het schip van de Sint-Willibrordusbasiliek, is tegenwoordig ingemetseld in een nis van de muur bij de noordelijke uitgang van die kerk) en Margriete Loodt (Margareta van Lootz), behorende tot een schepenfamilie van die stad. Hij groeide op met zijn broer Adriaen en zijn zusters Marie, Catharina en Thanneke.
Zijn ouders stuurden hem naar de Latijnse school van Eligius Hoeckarius in Gent. In 1526 ging hij naar de universiteit te Leuven en begon daar de studie aan de artesfaculteit als voorbereiding op een studie theologie. In 1529 voltooide hij de studie in de artes met uitstekend resultaat (van de 111 studenten behaalde hij de tweede plaats) en mocht hij zich magister artium noemen. Hij ging verder met de studie in de theologie en kreeg onderdak in het College van de Heilige Geest. Hij kreeg onder andere les van de theoloog Ruard Tapper. Op 27 september 1533 sloot Jansenius de eerste fase van zijn studie af en werd baccalaureus biblicus of lector bibliae.
Nog tijdens zijn studie werd hij in 1540 door de abt van de Abdij van Tongerlo, Arnoldus Streyters, aangesteld om aldaar onderwijs te geven aan de jonge kloosterlingen. Hij deed dat tot 1547. In die tijd bereidde hij ook enkele godsdienstige werken voor zoals zijn eerste werk Concordia Evangelica. In 1545 behaalde Jansenius in Leuven het licentiaat in de theologie. Intussen was hij in 1542 priester gewijd.
Na zijn docentschap te Tongerlo was Jansenius van 1547-1561 werkzaam als pastoor in de Sint-Maartensparochie te Kortrijk.
In 1561 vertrok Jansenius van Kortrijk naar Leuven, waar hij in 1562 werd benoemd tot hoogleraar in de theologie en waar hij in augustus 1562 promoveerde tot doctor in de theologie. In 1563 werd hij voorzitter van het Groot College van de Heilige Geest en deken van het kapittel van de Sint-Jacobskerk in dezelfde stad.
De opvallende theologische carrière van Jansenius was intussen aan het wereldlijk gezag niet ontgaan. Op last van Filips II werd hij in 1563 samen met Michel de Bay (Bajus) en Jan Hessels afgevaardigd naar het Concilie van Trente. Het drietal maakte tijdens de kerkvergadering grote indruk.
In 1565 benoemde de landvoogdes Margaretha van Parma Jansenius tot lid van een commissie van negen, die volgens de richtlijnen van Filips II samen met de Raad van State onder andere moest onderzoeken hoe het geloof in de Nederlanden het best kon worden bewaard en hoe de protestanten bestraft dienden te worden. De commissie adviseerde de koning de strafmaatregelen tegen de ketters te verzachten, maar dat advies werd niet opgevolgd.
Intussen bleef hij werken aan zijn hoofdtaak van het hoogleraarschap en aan zijn theologische geschriften.

## Bisschop
Op 25 november 1564 wees Filips II hem aan als eerste bisschop van Gent. Aanvankelijk weigerde Jansenius hierop in te gaan. Het vooruitzicht om in een tijd van sociale en religieuze onrust leiding te moeten geven aan het oprichten van een nieuw bisdom trok hem allerminst aan. Maar al spoedig wist de landvoogdes hem met steun van onder andere Joos Ravesteyn over te halen. Op 6 juli 1565 werd Jansenius door paus Pius IV tot bisschop benoemd en pas op 1 september 1568 werd hij in de kapel van het college van Savoye te Leuven tot bisschop gewijd door Franciscus Sonnius, bisschop van 's-Hertogenbosch. Hij was 58 jaar.
Het zou echter nog tot 29 september 1568 duren vooraleer Jansenius effectief bisschop van Gent werd. Dit kwam door het ontbreken van de financiën voor het bisdom en zijn bisschop én door de politieke en godsdienstige troebelen in de Nederlanden in die tijd. Op 4 september 1568 nam hij afscheid in Leuven en op 8 september, vond zijn plechtige intocht in Gent plaats, gezeten op een muilezel en vergezeld van de baljuw en een stoet van hoogwaardigheidsbekleders uit zijn geboortestad Hulst. Als wapenspreuk koos Jansenius: State ("Blijf standvastig [in de Here]", Phil. 4:1).

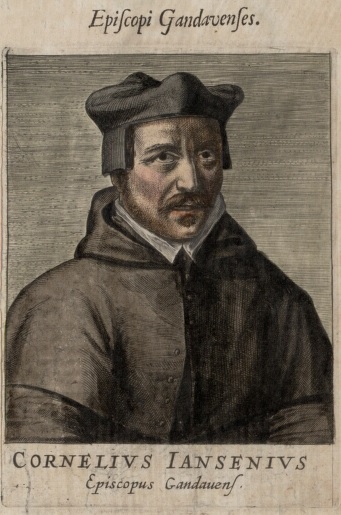
Cornelius Jansenius (afbeelding uit Flandria illustrata, 1641)

In uitvoering van de besluiten van het Concilie van Trente stichtte Jansenius op 26 november 1569 in het huis van de Hiëronymieten, gelegen in het Geeraard de Duivelsteen te Gent, een bisschoppelijk seminarie. Het was het tweede in de Nederlanden, het eerste werd opgericht door bisschop Martinus Riethovius van Ieper.
In 1569 riep Jansenius de hertog van Alva op tot een algemene vergiffenis en in 1572 bezocht hij tezamen met de bisschoppen van Ieper en Brugge de hertog om te pleiten voor de afschaffing van de Tiende Penning, die in De Nederlanden voor zoveel onrust zorgde. Alva nam dit de bisschoppen zeer kwalijk en verweet hen door hun gedrag de ongehoorzaamheid van het volk juist in de hand te werken.
Intussen had Jansenius de handen vol aan het besturen van zijn bisdom door de gevolgen van de Allerheiligenvloed (1570) en de invallen van de watergeuzen tussen 1571 en 1574, waarbij steden werden geplunderd en platgebrand en geestelijken werden gemarteld en vermoord, zowel door de watergeuzen als de Spanjaarden. In de schaarse tijd, die hem daarnaast restte, publiceerde hij nog verschillende werken, waaronder het Liber Ecclesiae Gandavensis (1571), bedoeld om meer eenheid te krijgen in het bedienen van de sacramenten. Dit werk werd dusdanig goed ontvangen, dat het provinciaal concilie hem opdroeg het te bewerken tot een handboek voor de gehele kerkprovincie. Vroegtijdige veroudering en ziekte verhinderden hem dit echter. Ook het preken in de verschillende kerken van de stad Gent, wat hij vanaf het begin van zijn episcopaat had gedaan, moest hij opgeven.
Op 2 april 1576 ontving hij de laatste sacramenten en op 13 april ’s avonds stierf hij, 66 jaar oud. Op 8 mei werd hij begraven in de crypte van de Sint-Baafskathedraal.

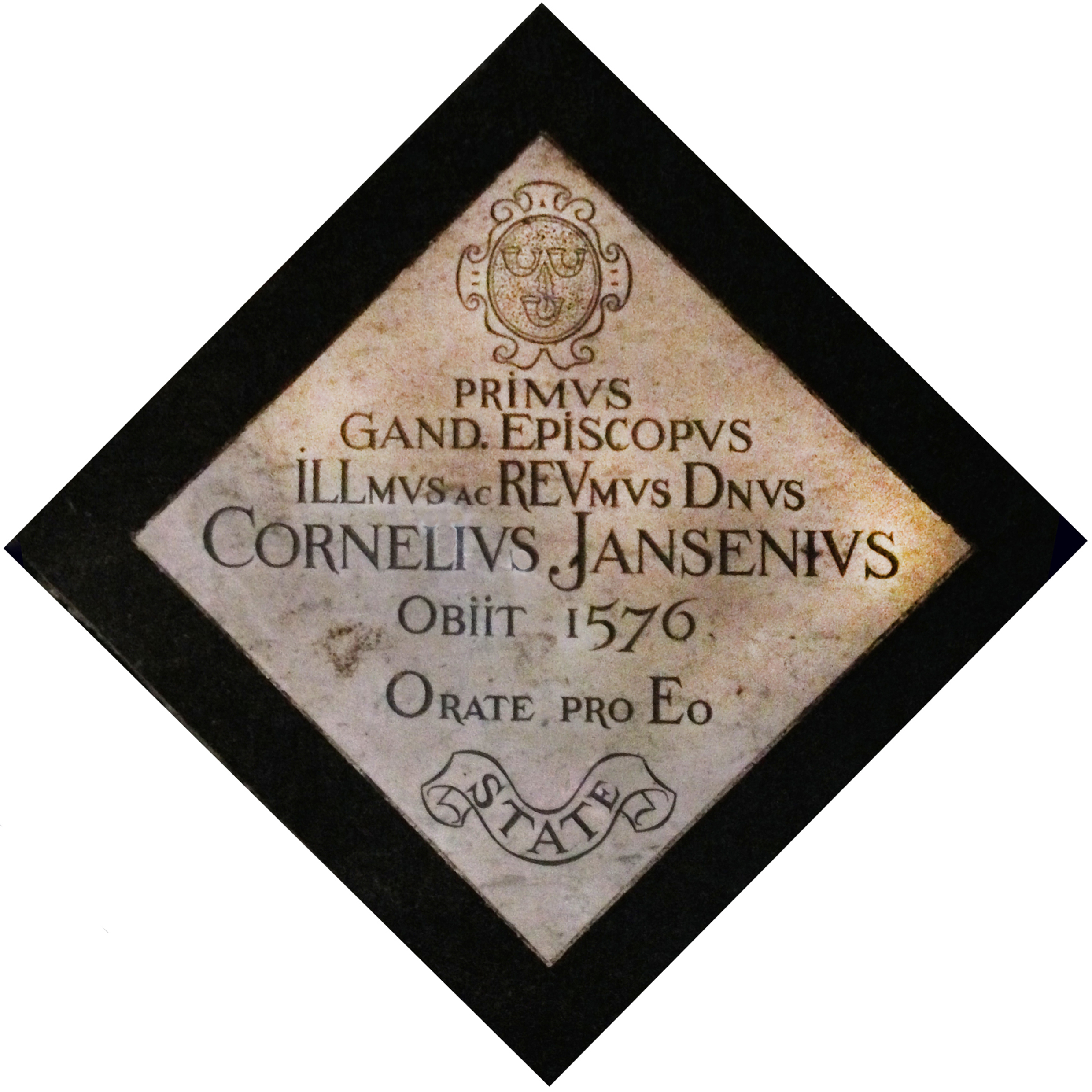
Grafplaat bisschop Cornelius Jansenius

De eerste graftombe van Jansenius werd tijdens de beeldenstorm vernield. Ze droeg als tekst Prae clarissimis cum literarum omnium tum vere relligionis dotibus, ornatissimo viro domino ac magistro Cornelio Jenssenio, ab Hulst, sacrae theologiae doctori, huiusque ecclesiae primo episcopo, qui postquam pene totum octennium populum non minus publica privataque doctrina, quam singulari pietatis exemplo diligentissime instituisset. Decessit tertio idus aprilis anno M Vc LXXVI, suae vero aetatis LXVI, bonis doctisque omnibus magno sui relicto desiderio.

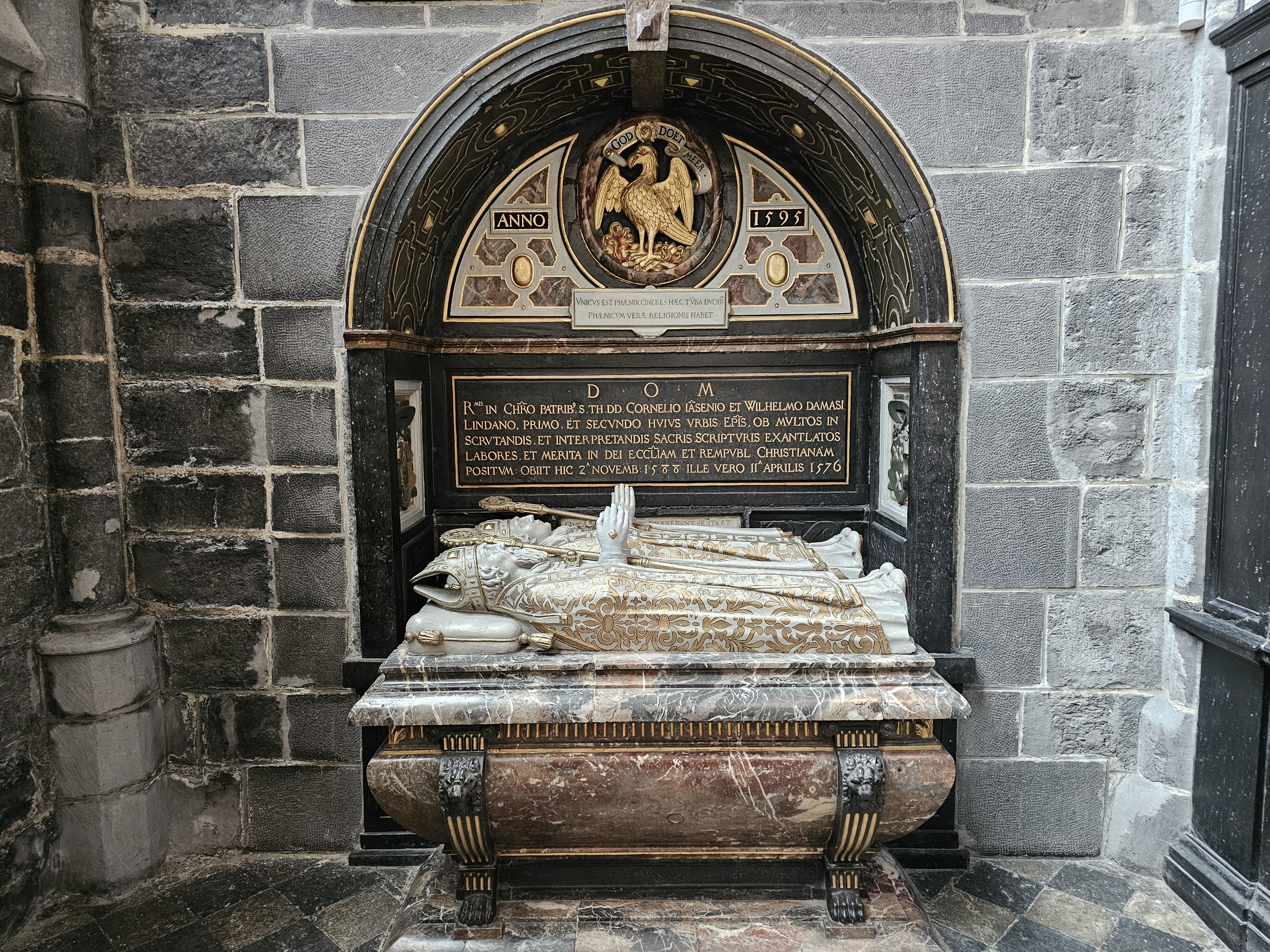
Praalgraf in de Sint-Baafs Kathedraal te Gent

Na de beeldenstorm kreeg hij een nieuwe grafplaat en in de kapel van Sint-Ivo een praalgraf, samen met zijn opvolger Wilhelmus Lindanus. Dit praalgraf draagt als tekst Deo optimo maximo. Venerandis in Christo patribus siti sunt. Dominis Cornelio Ianssenio et Guillelmo Damase Lindano, primo et secundo huius urbis episcopis, ob multos in scrutandis et interpretandis sacris scripturis exantlatos labores, et merita in Dei ecclesiam et rempublicam christianam, positum. Obiit hic 2 novembris 1588; ille vero 11 aprilis 1576. Phenix. Unicus es phenix? Cineres haec tumba duorum. Phoenicum vere religionis habet. Quomodo in vita dilexerunt se, ita est in morte non sunt separati.

## Jansenius en Hulst
Hulst bleef in het hart van de bisschop een voorname plaats innemen. Hiervan getuigt onder andere zijn wapen: een hulstblad van sinopel op gouden veld met drie posthoorns van sabel. Bij zijn benoeming tot hoogleraar in 1561 schonk het gemeentebestuur van Hulst, dat naar de plechtigheid een griffier had afgevaardigd, Jansenius een aam (ongeveer 150 liter) wijn.
Aan de kerk van zijn geboortestad schonk hij een schilderij, waarop Christus met doornenkroon was afgebeeld en waarop ook Jansenius zelf, gekleed in pontificaal gewaad en zijn ouders waren afgebeeld, voorzien van het onderschrift: Pietatis ergo filius hanc tabulam posuit parentibus; quorum Cornelius Janssen obiit A. 1537 Octobris 7, aetatis suae 73, Margareta vero Loots A. 1553 14 Martis aetatis suae 68. Requiescant in pace. Dit schilderij is zeer waarschijnlijk tijdens de plunderingen in 1578 en de jaren daarna verloren gegaan.
Tijdens zijn episcopaat bezocht hij de stad herhaaldelijk. Op Maria Lichtmis, op 2 februari 1569, kwam hij er op verzoek van het stadsbestuur het vormsel toedienen, wat in twintig jaar niet was gebeurd. De stad en het ambacht brachten een heildronk op hem uit en droegen de kosten van zijn tiendaags verblijf. Bovendien werd er ter gelegenheid van zijn eerste bezoek aan de stad als bisschop een feestmaal aangericht, wat werd herhaald bij zijn bezoeken in 1570, 1574 en 1575.
In 1572 schonk Jansenius de Hulsterse kerk een vergulde zilveren ciborie. Als dank hiervoor namen de kerkmeesters de verplichting op zich om jaarlijks een mis te laten lezen op de sterfdag van zijn vader.
In het Hulst van vandaag herinnert vrijwel niets nog aan Cornelius Jansenius, een groot theoloog, waar de stad ooit zo trots op was. Na het verdwijnen van de Jansenius Scholengemeenschap resten slechts een straatnaam en een naar hem genoemde residentie in het voormalige gebouw van de scholengemeenschap.

## Werken van Jansenius
- Concordantia Evangelica et ejusdem Concordantiae ratio IV Evangelistarum (Antwerpen, Leuven, Arnold I Birckmann,  (heirs); Bartholomaeus Gravius, 1549)
- Brevis confessio fidei (1567)
- Paraphrasis et Annotationes in omnes Psalmos Davidicos, (1569) [dode link]
- Paraphrases in ea veteris Testamenti Cantica, quae per ferias singulas totius anni usus Ecclesiasticus observat (1569)
- Synodus Dioecesana habita Gandavi (1570)
- Liber ecclesiae Gandavensis (1571)
- Commentarii in Concordiam ac totam Historiam Evangelicam (1572)
- Commentarii in Proverbia Salomonis et Ecclesiasticum (1589)
- Annotationes in librum Sapientiae Salomonis (1589)
- Tetrateuchus sive Commentarius in sancta Jesu Christi Euangelia (Brussel, Simon t'Serstevens, 1728)